# Пік БАМ
Пік БАМ (англ. Pik BAM) — гора в Азії, висотою — 3072 метри, найвища вершина гірського хребта Кодар, який в свою чергу є частиною Станового нагір'я, що у Східному Сибіру Росії.

## Географія
Пік БАМ розташований на півночі Забайкальського краю, неподалік кордону з Іркутською областю. Лежить у короткому відрозі, за 1 км на схід від головного вододільного хребта, у верхів'ях річки Бюрокан, за 44 км на захід від селища Нова Чара.
Абсолютна висота вершини 3072 метри над рівнем моря. Відносна висота — 2230 м, з найвищим сідлом — 842 м. Топографічна ізоляція вершини відносно найближчої найвищої гори хребта Кропоткіна (3149 м) — становить 1227,78 км.
Вперше підкорений у 1963 році групою альпіністів з Чити, в числі яких був відомий згодом мандрівник О. І. Кузьміних. Маршрут сходження має альпіністську категорію складності — 2Б-3А.
Пік названий на честь перших дослідників траси Байкало-Амурської магістралі. Вершина являє собою пірамідальну вершину, складену гранітами раннього протерозою і оброблену з усіх боків льодовиковими цирками. На західному та південно-західному схилах знаходяться карові льодовики імені Кауфмана та Яблонського, на північному — безіменний льодовик.